# Theodor zu Solms-Sonnenwalde
Friedrich Franz Alexander Theodor Graf zu Solms-Sonnenwalde(-Alt-Pouch) (* 6. Februar 1814 in Prag; † 28. Dezember 1890 in Sonnewalde) war ein preußischer Standesherr und Politiker.

## Familie
Theodor zu Solms-Sonnenwalde entstammte einer in Brandenburg begüterten Nebenlinie der hessischen Uradelsfamilie Solms mit Stammsitz in Sonnewalde und weiteren Gütern in Hillmersdorf, Proßmarke und Pouch. Der Besitz der Standesherrschaft Sonnewalde gewährte eine Virilstimme auf der Herrenbank der Provinziallandtage der Kurmark Brandenburg und der Niederlausitz sowie einen erblichen Sitz im Preußischen Herrenhaus.
Theodor war der Sohn von Wilhelm zu Solms-Sonnenwalde (1787–1859) und Clementine Constantia Gräfin von Breßler (1790–1872). Er heiratete 1837 Klara Maria von Rex-Thielau (1815–1886). Das Paar hatte drei Kinder, Marka (1838–1914), Peter (1840–1922), der sein Erbe wurde, und Otto Carl (1845–1886). Der Diplomat Eberhard zu Solms-Sonnenwalde war einer der jüngeren Brüder.

## Leben
Theodor zu Solms-Sonnenwalde war Rechtsritter des Johanniterordens. 1870 erbte er von seinem älteren Bruder Alfred die Standesherrschaft Sonnenwalde und wurde dazu Gutsbesitzer auf Hillmersdorf, Proßmarke und Pouch mit Schloss Pouch u. a. Er übernahm auch die erblichen Sitze der Familie auf der Herrenbank in den Provinziallandtagen der Kurmark Brandenburg und der Niederlausitz sowie 1871 im Preußischen Herrenhaus, denen er bis zu seinem Tode angehörte.